# 狼森 (弘前市)
狼森（おいのもり）は、青森県弘前市の地名。郵便番号は036-8132。

## 地理
- 当地の南端をアップルロードが通り、北から西にかけて原ケ平、南は大和沢、東は小栗山、北東は千年に接する。

### 小字
- 小字名として西元・天王がある。

## 歴史

### 沿革
- 1973年（昭和48年）～現在 - 原ケ平・大和沢から分離、狼森になる。

### 地名の由来
- 昔、狼の棲む森があったことから。

## 世帯数と人口
2017年（平成29年）6月1日現在の世帯数と人口は以下の通りである。
| 大字             | 世帯数  | 人口  |
| ---------------- | ------- | ----- |
| 狼森（小字全域） | 184世帯 | 452人 |

## 施設

### 教育
- 弘前市立大和沢小学校

### 商業
- クリーンサービス青森弘前支社
- 北日本イーエックス

### 工業
- 秋元板金工業
- 高橋設備工業所

### 公共
- 狼森公民館
- 狼森保健館
- 原ヶ平児童館
- 弘前市大和沢児童館

## 小・中学校の学区
市立小・中学校に通う場合、学区は以下の通りとなる。
| 大字 | 番・番地 | 小学校               | 中学校           |
| ---- | -------- | -------------------- | ---------------- |
| 狼森 | 全域     | 弘前市立大和沢小学校 | 弘前市立南中学校 |

## 交通
- 弘南バス

狼森（弘前駅 - 狼森・座頭石線）停留所。